# Pescaglia
Pescaglia ist eine italienische Gemeinde in der Provinz Lucca in der Toskana mit 3282 Einwohnern (Stand 31. Dezember 2023).

## Geografie

Lage der Gemeinde Pescaglia in der Provinz Lucca

Die Gemeinde liegt etwa 15 km nordwestlich der Provinzhauptstadt Lucca und rund 70 km nordwestlich der Regionalhauptstadt Florenz in der klimatischen Einordnung italienischer Gemeinden in der Zone E, 2 695 GG im westlichen Serchiotal. Wichtige Gewässer im Gemeindegebiet sind die Torrenti Turrite Cava, Turrite di San Rocco (7 von 7 km im Gemeindegebiet), Freddana (3 von 19 km im Gemeindegebiet), Pedogna (12 von 16 km im Gemeindegebiet), Pescaglia (alle 4 km im Gemeindegebiet) und Vinciola (alle 5 km im Gemeindegebiet), die alle dem Flusssystem des Serchio angehören.
Zum Gemeindegebiet gehören die Ortsteile (Frazioni) Aiola-Il Colletto (612 m, ca. 80 Einwohner), Celle (Celle dei Puccini, 371 m, ca. 50 Einwohner), Colognora (585 m, ca. 60 Einwohner), Convalle (350 m, ca. 100 Einwohner), Focchia (615 m, ca. 20 Einwohner), Gello (481 m, ca. 130 Einwohner), Loppeglia-Fiano (370 m, ca. 500 Einwohner), Pascoso (654 m, ca. 70 Einwohner), Piegaio Alto (348 m, ca. 50 Einwohner), Piegaio Basso (250 m, ca. 120 Einwohner), San Martino in Freddana-Monsagrati (73 m, ca. 1200 Einwohner), San Rocco in Turrite, Torcigliano (238 m, ca. 30 Einwohner), Trebbio (278 m, ca. 120 Einwohner), Vetriano (482 m, ca. 80 Einwohner) und Villa a Roggio (279 m, ca. 80 Einwohner). Der Hauptort Pescaglia hat ca. 200 Einwohner.
Die angrenzenden Gemeinden sind Borgo a Mozzano, Camaiore, Fabbriche di Vergemoli, Lucca und Stazzema.

## Geschichte
Der heutige Hauptort entstand aus den mittelalterlichen Orten Piazzanello, Villabuona und Poggio, wobei Poggio der älteste ist und bereits im 11. Jahrhundert als Lehen der Familie Ronaldinghi erwähnt wurde. Dokumentiert wurde der Ort zudem 1062 in einem Schriftstück von Papst Alexander II. Die heutige Gemeinde entstand 1837, als der Ort von Borgo a Mozzano unabhängig wurde.

## Sehenswürdigkeiten

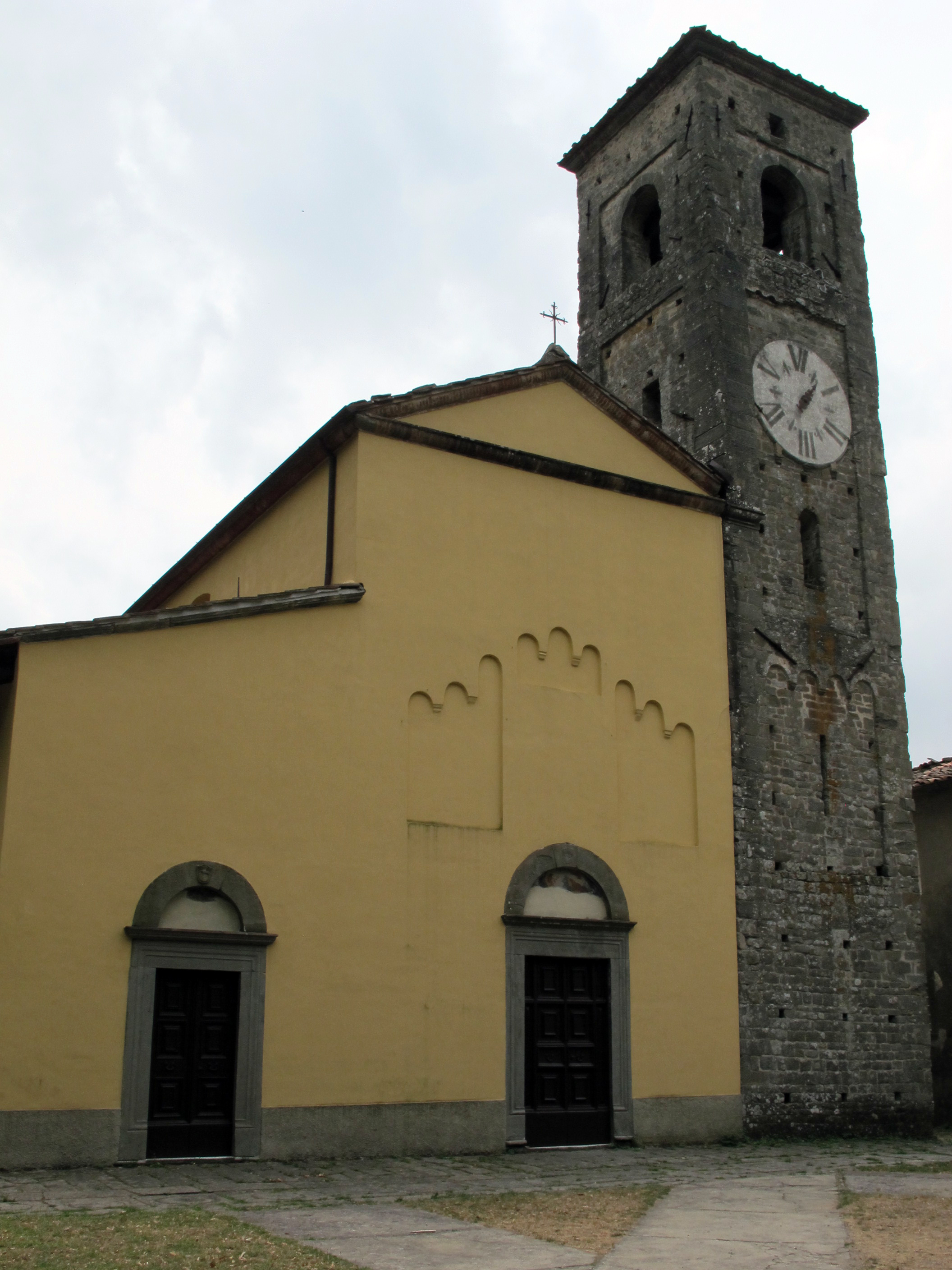
Die Hauptkirche Pietro e Paolo

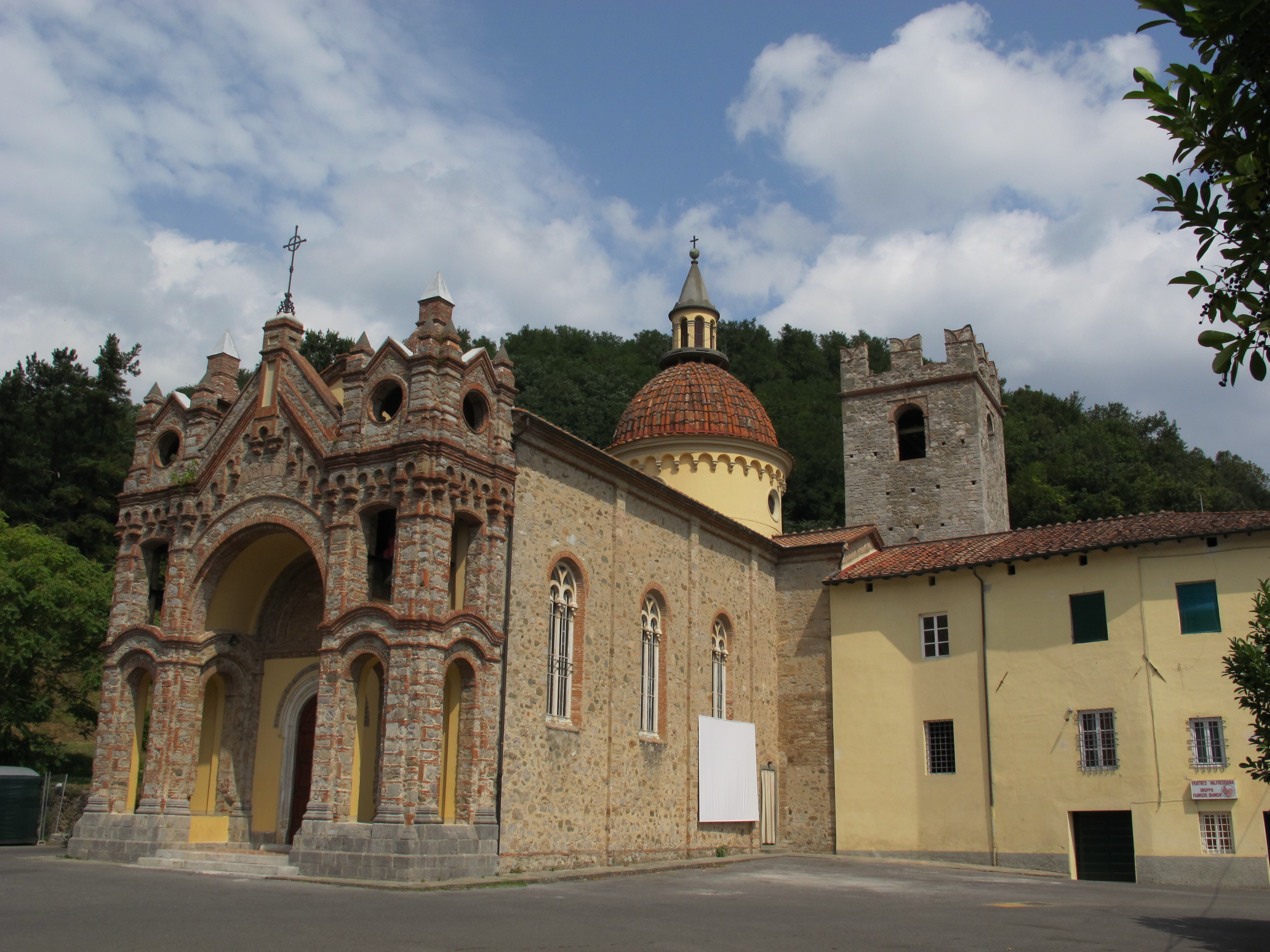
Die Kirche San Martino in Freddana

- Chiesa dei Santi Pietro e Paolo, Hauptkirche im Ortsdrittel (terziere) Piazzanello.
- Chiesa di San Martino in Freddana, Kirche in Freddana. Wurde bereits 768 erwähnt.[7]
- Chiesa di Santa Maria Assunta, Kirche im Ortsteil Loppeglia, die bereits 1260 erwähnt wurde.[7]
- Chiesa di San Pietro Apostolo, Kirche im Ortsteil Fiano, die bereits 1260 erwähnt wurde.[7]
- Chiesa dei Santi Ippolito e Cassiano, Kirche im Ortsteil Gello, stammt aus dem 12. Jahrhundert.[8]
- Oratorio di Santa Zita, 1864 zu Ehren der hl. Zita entstandene Kapelle nahe Monsagrati. Entstand wahrscheinlich über dem Geburtshaus der Heiligen.[9]
- Pieve di San Giovanni Battista a Monsagrati, 1102 entstandene Pieve.[9]
- Chiesa di Sant’Elisabetta, Kirche im Ortsteil Celle dei Puccini. Wurde 1601 erbaut und 1789 erweitert.[10]
- Chiesa dei Santi Simone e Giuda, Kirche im Ortsteil Convalle. Wurde 1158 errichtet und 1644 erweitert.[11]
- Museo del Castagno, Kastanienmuseum im Ortsteil Colognora.[12]
- Chiesa dei Santi Michele e Caterina, 1048 erstmals erwähnte Kirche im Ortsteil Colognora.[13]

## Söhne und Töchter der Gemeinde
- Zita von Lucca (1212 oder 1218–1272), Heilige, die im Ortsteil Monsagrati geboren wurde[14]
- Jacopo Puccini (1712–1781), Komponist, geboren im Ortsteil Celle dei Puccini[15]
- Louis de Sainte Thérèse Martini (1809–1883), Geistlicher